# Heike-Karin Föll
Heike-Karin Föll (* 1967 in Bad Cannstatt) ist eine deutsche Künstlerin.

## Werdegang
Heike-Karin Föll studierte 1984–1990 Freie Kunst an der Staatlichen Akademie der Bildenden Künste Stuttgart u. a. bei K.R.H. Sonderborg und 1992–1994 an der Universität der Künste Berlin. 1997–2006 studierte sie zudem Kunstgeschichte an der Freien Universität Berlin (Magister Artium). 
Von 2006 bis 2010 war sie u. a. wissenschaftliche Mitarbeiterin in einem Teilprojekt des DFG-Sonderforschungsbereichs „Ästhetische Erfahrung im Zeichen der Entgrenzung der Künste“ an der FU Berlin. 2007 wechselte sie als Künstlerische Lehrkraft an das Institut für Kunst im Kontext mit dem Arbeitsschwerpunkt History, Theory and Criticism of Contemporary Art. Seit dem Sommersemester 2019 ist sie Professorin für Zeichnung und kritische Digitalität an der Universität der Künste Berlin.

## Einzelausstellungen
- 2019: speed, KW Berlin
- 2018: 24/7, Mathew, Berlin
- 2017: ma line, Tonus, Paris
- 2016: news, Galerie Francesca Pia, Zürich
- 2016: metal, Mathew, New York
- 2015: oity, hacienda, Zürich
- 2014: L’idiot de la famille, MATHEW, Berlin
- 2012: The Delphinium Version, ELAINE; Museum of Contemporary Art, Basel

## Publikationen (Auswahl)
- SPEED. Künstlerbuch. Januar 2019.
- Putting Rehearsals to the Test. In-The-Making: The Post-Dramatic Image. 2017.
- Unangenehme Gefühle. 2016.
- Max Pitegoff, Calla Henkel. Katalog. 2017.

## Texte (Auswahl)
- topless. In: Starship, A Plastic Island of the Mind, 2016.
- Turning Inwards: Im Schatten der Projekte. Roundtablediskussion. In: Texte zur Kunst, Nr. 94, June 2014.
- Proben am Stück (mit Sabeth Buchmann). In: The Happy Fainting of Painting (Kat.) Berlin 2014.
- Wandering Nr. 2. Cover, Zürich 2012.
- „Eine gute Idee“. Überlegungen zu den Arbeiten von Michel Majerus aus dem Jahr 1992. In: Michel Majerus (Ausstellungskatalog). Stuttgart/Bordeaux 2012.
- ‚Silhouette I’ and ‚Three Poems. In: Basso-Magazine, The rest is revolution. Berlin Juli 2011.
- Becoming Abstract. Ein Interview mit Willem de Rooij. In: Mousse, November 2010.
- Mit Haut und Haar, Die Fotografien von Mark Morrisroe. In: Texte zur Kunst, Heft 76, Dezember 2009.
- Obskure Objekte, Julian Göthe in der Galerie Daniel Buchholz, Berlin. In: Texte zur Kunst, Heft 73, März 2009.
- Building as Frame: Rirkrit Tiravanija’s Architectural Impulse. In: Nancy Spector (Hrsg.): theanyspacewhatever. Guggenheim Museum New York, 2009.
- Form, Referenz und Kontext. Felix Gonzalez-Torres’ candies. In: Felix Gonzalez-Torres (Ausstellungskatalog). Berlin 2006.